# Hemerotrecha cazieri
Hemerotrecha cazieri är en spindeldjursart som beskrevs av Muma 1986. Hemerotrecha cazieri ingår i släktet Hemerotrecha och familjen Eremobatidae. Inga underarter finns listade i Catalogue of Life.